# Tarba (Gourcy)
Pour les articles homonymes, voir Tarba.
Tarba est une commune rurale située dans le département de Gourcy de la province du Zondoma dans la région Nord au Burkina Faso.

## Géographie
Tarba se trouve à environ 15 km au sud-ouest du centre de Gourcy, le chef-lieu départemental, et de la route nationale 2. Le village est sur la rive droite de la rivière Kourougui à 5 km à l'ouest de Kasséba-Mossi.
Historiquement le village est divisé en deux entités communautaires : Tarba-Yarsé et Tarba-Mossi.

## Économie
L'économie du village repose principalement sur l'activité de son important marché local.

## Santé et éducation
Le centre de soins le plus proche de Tarba est le centre de santé et de promotion sociale (CSPS) de Kasséba-Samo tandis que le centre médical (CM) de la province se trouve à Gourcy.

## Culture
Le village possède une troupe notoire de chants et de danses traditionnels Yarsé.